# Noche polar

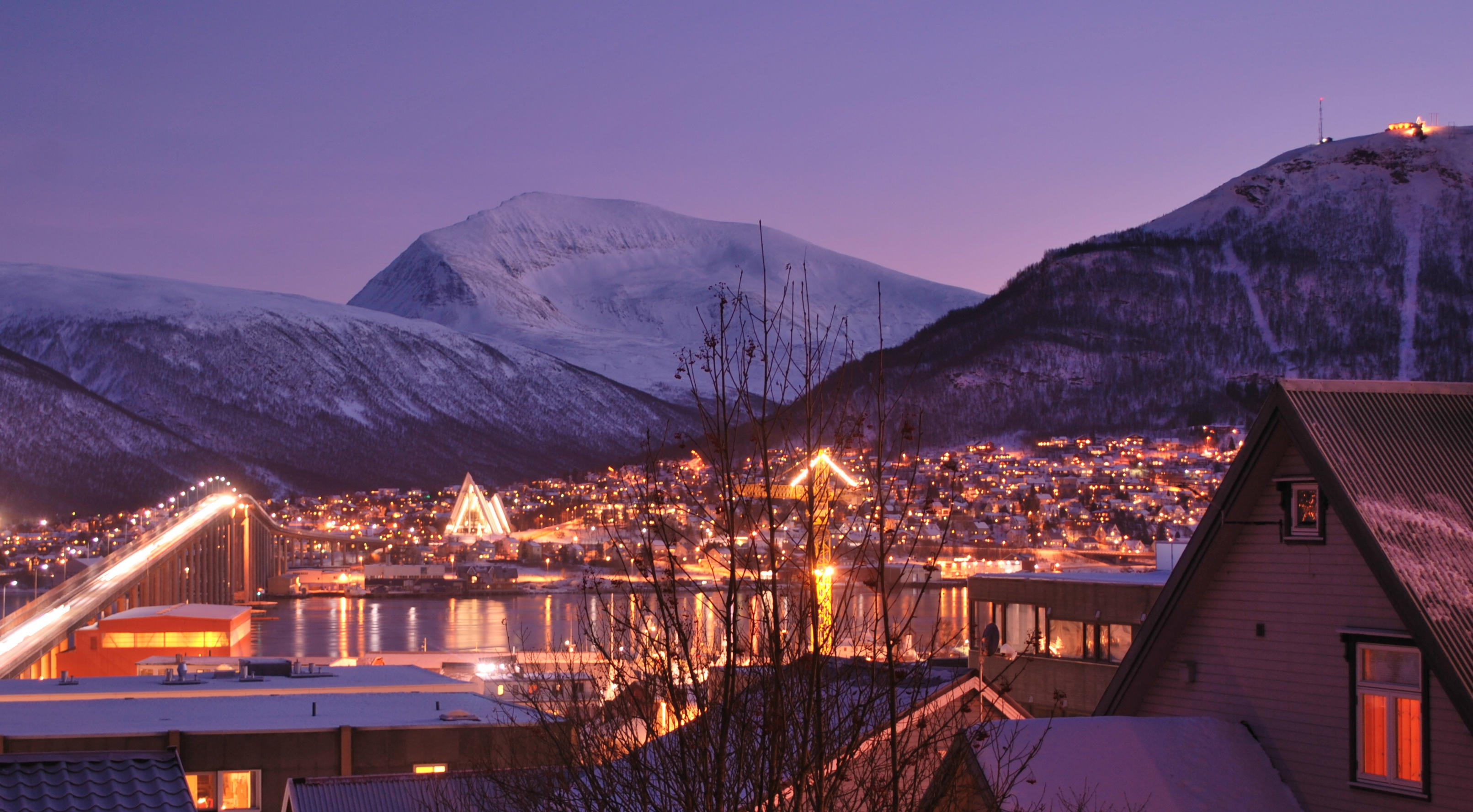
Comienzos de la tarde en Tromsø, Noruega, durante la noche polar.

La noche polar es aquella que se prolonga por más de 24 horas, generalmente dentro de los círculos polares. Al fenómeno contrario se le denomina sol de medianoche  o día polar y sucede cuando el sol se mantiene sobre el horizonte durante 24 horas o más.
Un error muy común es pensar que en todos los lugares donde se produce el sol de medianoche, el día más corto es totalmente oscuro. Esto no es siempre así debido al crepúsculo. En lugares muy cercanos a los Polos esto es cierto, pero en las zonas cercanas al círculo polar ártico o al antártico, se produce el sol de medianoche pero no la noche polar. De hecho, las regiones polares suelen recibir más horas de luz a lo largo del año que las regiones situadas más cerca del ecuador.
En las regiones dentro de los círculos polares, la duración del momento en que el sol está por debajo del horizonte varía desde 20 horas en el círculo polar ártico y círculo polar antártico a 179 días en los Polos. Sin embargo, no todo este tiempo es clasificado como noche polar, ya que puede haber mucha luz solar debido a la refracción. Además se dice que el tiempo que el sol permanece sobre el horizonte es de 186 días (frente a los 179). Esta asimetría en los números es debida a que el tiempo en que el sol está parcialmente bajo el horizonte es considerado como tiempo de día.

## Tipos de noche polar
Existen varios tipos de noche polar. Esto se debe a que la noche polar se define como el período en el que no hay sol ni crepúsculo, y hay varios tipos de crepúsculo. Las siguientes definiciones según latitud están basadas en mediciones de cielo sin nubes. Cuando el cielo está nublado es más oscuro.

Crepúsculos

Característico crepúsculo nocturno polar azulado en Longyearbyen, Svalbard, Noruega, situado 78° al norte.

### Noche polar civil
La noche polar civil es el período durante el que no hay crepúsculo civil. El crepúsculo civil se produce cuando el sol se encuentra entre cero y seis grados bajo el horizonte. Debido a la refracción, aún hay luz suficiente para las actividades normales al aire libre. La noche polar civil se limita a latitudes por encima de 72° 33', lo que está exactamente seis grados dentro del círculo polar. En la Europa Continental no hay ningún lugar que se adecúe a esta definición. Sin embargo, en el territorio noruego de Svalbard, la noche polar civil se produce desde aproximadamente el 12 de noviembre hasta el final de enero. En Dikson (Rusia), la noche polar civil dura aproximadamente un mes. Si el cielo está muy nublado se vuelve más oscuro, y lugares como la costa de Finnmark (sobre 70° de latitud) en Noruega pueden tener un día bastante oscuro. Alert, Nunavut, el asentamiento más septentrional de Canadá y del mundo, experimenta esto del 19 de noviembre al 22 de enero.

### Noche polar náutica
La noche polar náutica es el período durante el que sólo hay un tenue brillo de luz visible durante el mediodía. Esto ocurre cuando no hay crepúsculo náutico. El crepúsculo náutico se produce cuando el sol se encuentra entre seis y doce grados bajo el horizonte. Debido a la refracción, aún hay una zona en el horizonte donde claramente hay más luz que en otras zonas. La noche polar náutica está limitada a latitudes por encima de 78° 33', lo que está exactamente 12 grados dentro del círculo polar, u once grados y medio desde el Polo.

### Noche polar astronómica

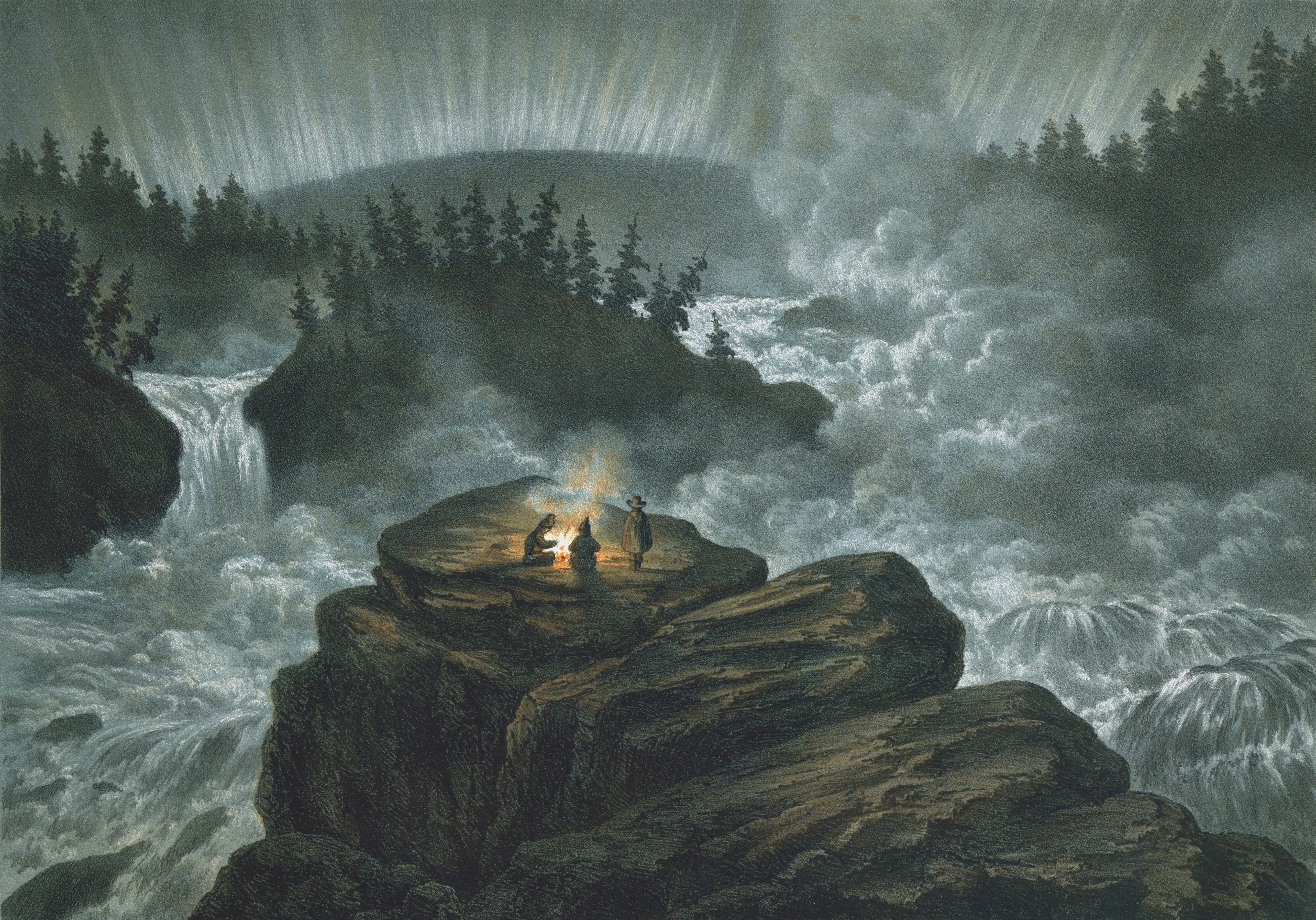
Litografía de Julius Hellesen de 1856 en la cascada sueca de Harsprånget, cerca del río Lule.

La noche polar astronómica es el período en el que no se puede ver ni rastro de luz ni hay crepúsculo astronómico. El crepúsculo astronómico se produce cuando el sol se encuentra entre doce y dieciocho grados bajo el horizonte. Así, la noche polar astronómica se produce en latitudes por encima de 84° 33', lo que está exactamente a dieciocho grados del círculo polar, o cinco grados y medio desde el Polo.
No hay ningún asentamiento permanente en este rango de latitud. Esta zona del océano Ártico está generalmente cubierta permanentemente de hielo. Algunas estaciones científicas en la Antártida, incluyendo la Base Amundsen-Scott en el Polo Sur, experimentan este fenómeno.

## Efectos en humanos
El período de noche polar puede producir depresión en algunas personas. Los días polares o sol de medianoche pueden también afectar a las personas. Los que padecen trastorno afectivo estacional (en inglés, S. A. D.) son particularmente susceptibles. La noche polar también puede estar implicada en algunos casos de síndrome de solipsismo.[cita requerida]